# فرس (النوبة)

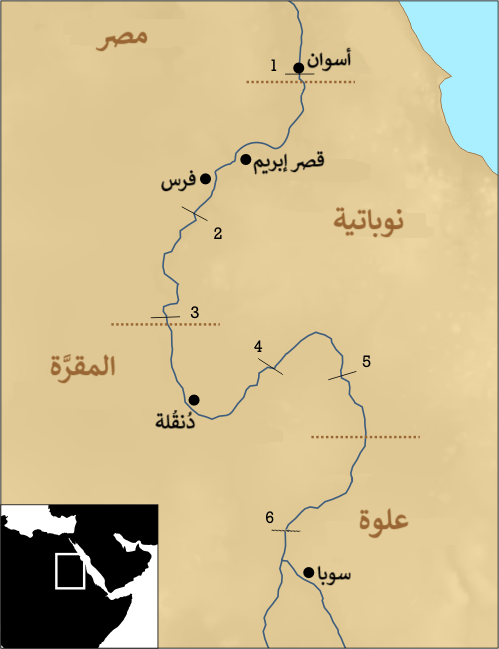
موقع فرس داخل النوبة (أعلى اليسار)

كانت فرس مدينة رئيسية في النوبة السفلى. موقع المدينة، داخل حدود السودان في نتوء وادي حلفا، غمرتها بحيرة ناصر في الستينيات وهي الآن مغمورة بالمياه بشكل دائم. قبل هذا الفيضان، قام فريق أثري بولندي بقيادة البروفيسور كازيميرز ميشالوفسكي بعمل أثري مكثف.

## تاريخ
يعود تاريخ المدينة إلى فترة المجموعة الأولى، وكانت موقعًا لمعبد رئيسي. خلال فترة السيطرة المصرية القديمة على النوبة، أصبحت فرس مركزًا إداريًا مصريًا، وكانت التأثيرات الثقافية المصرية بارزة، وتقع في أعلى النهر من أبو سمبل. في المملكة المصرية الوسطى، كان هناك حصن مصري، والذي ربما كان يُدعى عنق تاوي (الذي يوحد البلدين).

## علم الآثار
تم العثور في المدينة على معبد توت عنخ آمون (مربع به أروقة على كل جانب مع صفين من الأعمدة ، وقاعة أعمدة بها اثني عشر عمودًا وضريحًا) مصلى صغير لحتحور من إبشك، ربما بناه تحتمس الثالث ووسعها رمسيس الثاني.
في معابد فرس، كانت هناك نقوش لتحتمس الثاث ، أمنحتب الثاني، توت عنخ آمون، حورمحب، رمسيس الثاني من عصر الإمبراطورية المصرية.

### الحصن المصري
تم بناء حصن مصري على سفوح التلال إلى الغرب من قلعة فرس خلال عصر الدولة الوسطى. يؤرخ جريفيث هذا الهيكل إلى عهد سنوسرت الثالث (الأسرة الثانية عشرة) كما يتضح من نقش على معبد حتحور القريب. من هذه القلعة بقيت أطلال فقط تسمح مع ذلك بإعادة تصميمها. تم اكتشاف عدد قليل جدًا من الآثار في هذا المبنى، فقط بعض الفخاريات المميزة للدولة الوسطى.

### معابد الإمبراطورية المصرية
تم بناء أربعة معابد بالقرب من النيل خلال عصر الإمبراطورية المصرية:
- أعيد بناء معبد صخرة حتحور على معبد قديم في عهد الملكة حتشبسوت (الأسرة الثامنة عشرة). تم اكتشاف تمثالين، تمثال صغير ، فخار بتصميم مصري بالكامل. المعبد مخصص لحتحور إبشك. تحت الصخرة، يوجد كهف يحتوي على منحوتات لسيتاو، نائب الملك رمسيس الثاني.
- معبد رمسيس الثاني (الأسرة التاسعة عشرة) دمر بالكامل.
- معبد تحتمس الثالث ( الأسرة الثامنة عشر)، مكرس لثالوث حورس المكون من بوهون وساتت وعنقت. لم يتبق سوى عدد كبير من الكتل، لا سيما من العتبات والسقف والأفاريز؛ وقد أعيد استخدام العديد من هذه الكتل.
- معبد توت عنخ آمون (الأسرة الثامنة عشرة)، 56 × 25 م في الحجم، ويتألف من فناء محاط بأعمدة، وقاعة أعمدة ومحمية. يمثل النحت هناك عبادة توت عنخ آمون من قبل حوي، نائب الملك في كوش. تم الاحتفال بعبادات حتحور وإيزيس وآمون هناك، ولا سيما عبادة توت عنخ آمون.

كما تم التنقيب في عدد قليل من المدافن التي ترجع إلى هذه الفترة، وكان إحداها مصحوبًا بمنحوتة توت عنخ آمون على الأرجح مع نقش.